# Valentine's Day (canção)
"Valentine's Day" é uma canção do músico britânico David Bowie e o quarto single de The Next Day, seu 24º álbum de estúdio. O single foi lançado em 19 de agosto de 2013. Este seria o último single de 7 polegadas de David Bowie, lançado em um novo álbum durante sua vida. A letra da faixa é baseada na mente de um atirador.

## Lançamento
O single foi lançado em 19 de agosto de 2013 no Reino Unido e no dia 20 nos Estados Unidos e em outros países. No início de agosto de 2013, o single foi adicionado à Lista A da BBC Radio 2. O single entrou para o Top 40 do Airplay Chart do Reino Unido em 9 de agosto de 2013, tornando-se o segundo single mais bem sucedido de The Next Day (depois de "Where Are We Now?").

## Videoclipe
O vídeo de "Valentine's Day" foi dirigido por Indrani Pal-Chaudhuri e Markus Klinko, que anteriormente colaborara com Bowie em seu álbum Heathen, de 2002. Bowie aparece no Red Hook Grain Terminal, um local abandonado no bairro Red Hook, no Brooklyn, em Nova York. No vídeo, Bowie toca uma guitarra G2T Hohner ao executar a canção. Muitos comentaristas contrastaram o vídeo com o controverso vídeo anterior para "The Next Day" e o descreveram como mais "controlado" em comparação. No entanto, também foram observadas dicas visuais para a violência armada e a NRA (National Rifle Association), sugerindo que o vídeo estava transmitindo uma sutil mensagem anti-armas.

## Créditos
- David Bowie: vocais, guitarra
- Earl Slick: violão
- Tony Visconti: baixo
- Sterling Campbell: bateria